# مایکروسافت وان‌نوت
مایکروسافت وان‌نت (به انگلیسی: Microsoft OneNote) نرم‌افزار یادداشت برداری مجموعهٔ مایکروسافت آفیس است که اولین بار به همراه مایکروسافت آفیس ۲۰۰۳ ارائه شد.
برنامه وان‌نت، مکانی است برای جمع‌آوری، تنظیم، جستجو و به اشتراک گذاشتن اطلاعات مورد نیاز فرد. انواع مختلف یادداشت‌ها در دفترچه‌ها، فصل‌ها و صفحات وان‌نوت قابل ذخیره است. این نرم‌افزار می‌تواند به عنوان دفترچه یادداشت شخصی فرد برای جلوگیری از فراموشی عمل کند.

## آشنایی با وان‌نوت
برنامه وان‌نوت را می‌توان یک نسخه الکترونیکی از دفترچه‌های یادداشت کاغذی معمول دانست.

## تاریخچه برنامه وان‌نوت
برنامه وان‌نوت در سال ۲۰۰۳ میلادی به صورت یک برنامه جدای از آفیس ۲۰۰۳ نصب می‌شد و البته کارایی آن کمتر از وان نوت فعلی بود. به مرور که کاربران وان‌نوت پیشنهادهای خود را جهت رفع کاستی‌های آن به مایکروسافت دادند و افزونه‌های مختلفی برای آن نوشته شد، مایکروسافت نسخه جدید آن را در نسخه ۲۰۰۷ آفیس قرار داد.

نماگرفتی از مایکروسافت وان‌نوت در ویندوز ۱۰ موبایل، در حال ایجاد یک برگه جدید.

| نام محصول         | تاریخ انتشار    |
| ----------------- | --------------- |
| اولین اعلام عمومی | ۱۷ نوامبر ۲۰۰۲  |
| وان‌نوت ۲۰۰۳       | ۱۹ نوامبر ۲۰۰۳  |
| وان‌نوت ۲۰۰۷       | ۲۷ ژانویه ۲۰۰۷  |
| وان‌نوت ۲۰۱۰       | ۱۵ جولای ۲۰۱۰   |
| وان‌نوت ۲۰۱۳       | ۲۹ ژانویه ۲۰۱۳  |
| وان‌نوت ۲۰۱۶       | ۲۲ سپتامبر ۲۰۱۵ |